# Alosa
Alosa – rodzaj ryb z rodziny śledziowatych (Clupeidae), obejmujący gatunki morskie i anadromiczne. Poławiane gospodarczo.

## Zasięg występowania
Strefa klimatu umiarkowanego, morza otaczające Europę, wschodni i zachodni Ocean Atlantycki oraz Ameryka Północna. W Morzu Bałtyckim występuje aloza i parposz.

## Klasyfikacja
Gatunki zaliczane do tego rodzaju:
- Alosa aestivalis – aloza niebieska[3], aloza małooka[4]
- Alosa agone – parposz śródziemnomorski[5]
- Alosa alabamae – aloza alabamska[6]
- Alosa algeriensis
- Alosa alosa – aloza[7], aloza finta[3]
- Alosa braschnikowi – śledź dołgiński[7], śledź brasznikowski[3] („śledź brażnikowski”[7])
- Alosa caspia – puzanek kaspijski[7]
- Alosa chrysochloris
- Alosa curensis – śledź kizyłagaczewski[5], śledź kyzyłagaczewski[8]
- Alosa fallax – parposz[7], aloza parposz[3]
- Alosa immaculata
- Alosa kessleri – czarnogrzbietka[7]
- Alosa killarnensis
- Alosa macedonica
- Alosa maeotica – śledź azowski[7]
- Alosa mediocris – aloza chikora[9]
- Alosa pontica – śledź czarnomorski[7], parposz czarnomorski[10]
- Alosa pseudoharengus – aloza tęczowa[9], aloza wielkooka[9]
- Alosa sapidissima – aloza amerykańska[11], złotośledź[11], szed[11], szad[9], aloza wielka[9]
- Alosa saposchnikowii – puzanek wielkooki[7]
- Alosa sphaerocephala – puzanek agrachański[7]
- Alosa suworowi – śledź Suworowa[5]
- Alosa tanaica – puzanek dunajski[7], puzanek azowski[7]
- Alosa vistonica
- Alosa volgensis – puzanek wołżański[12], śledź wołżański[7]

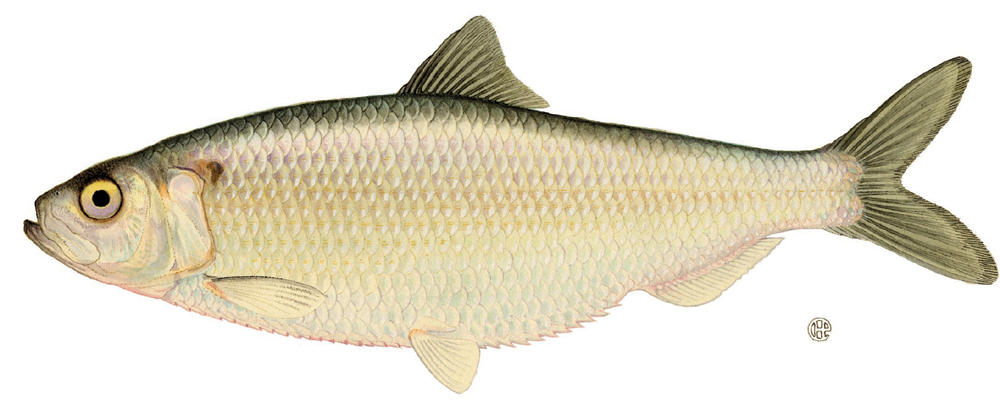
Alosa aestivalis
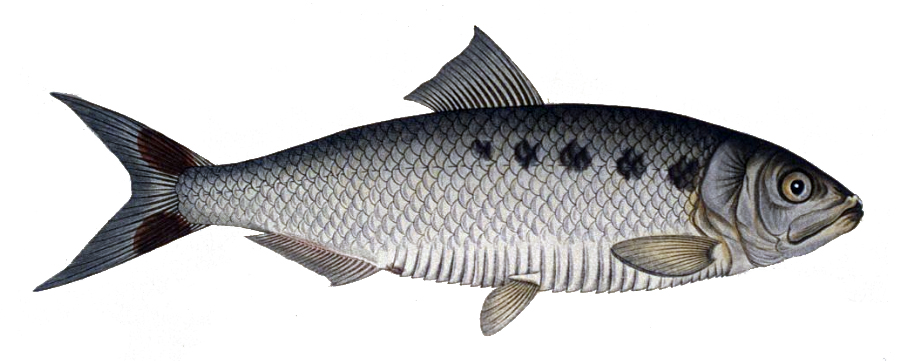
Alosa alosa
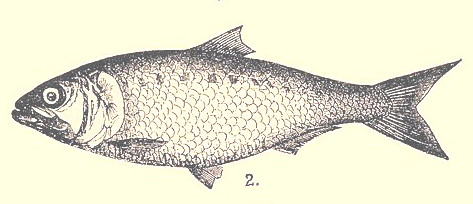
Alosa caspia
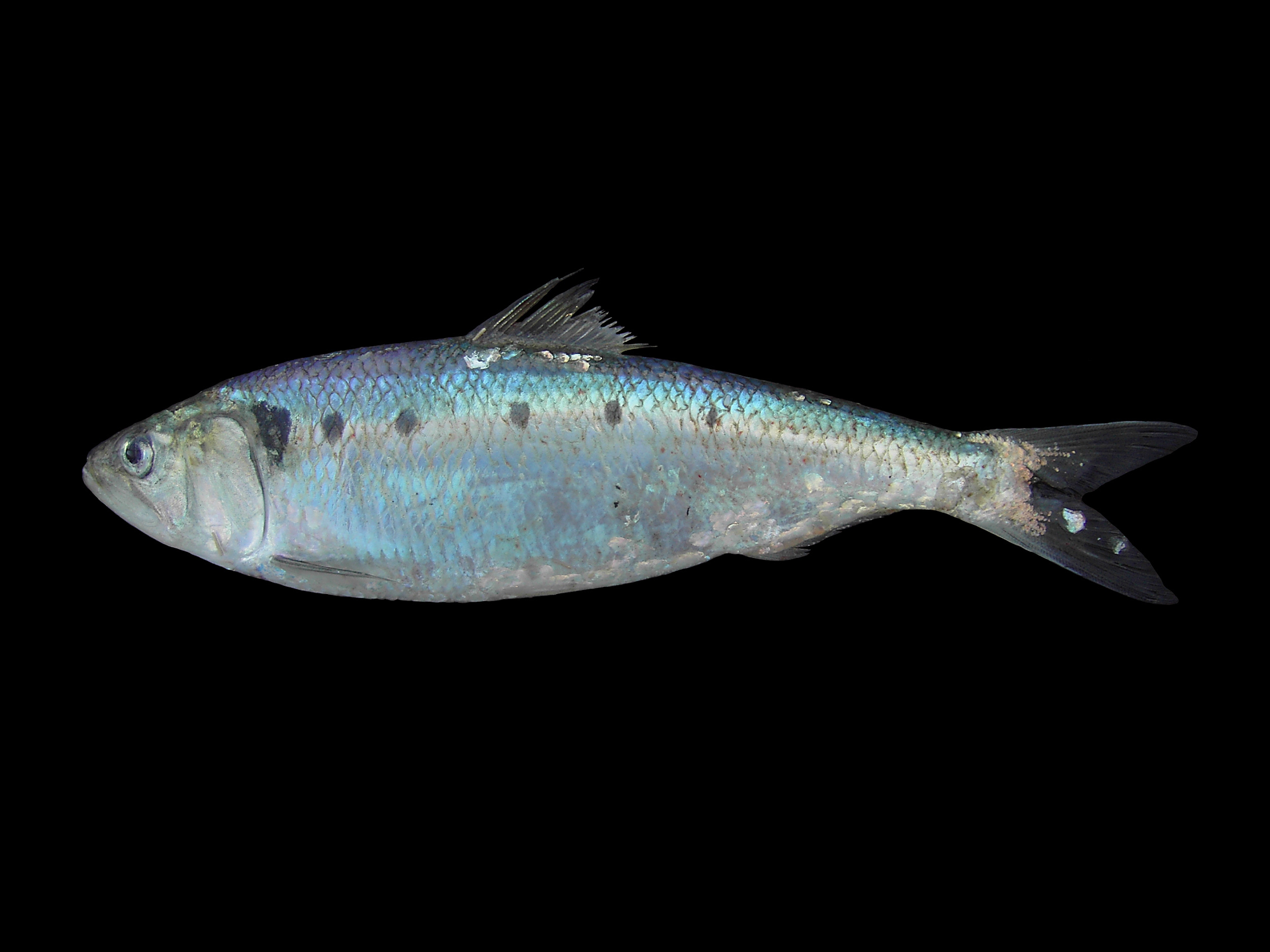
Alosa fallax
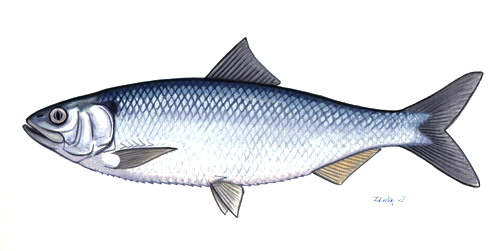
Alosa immaculata
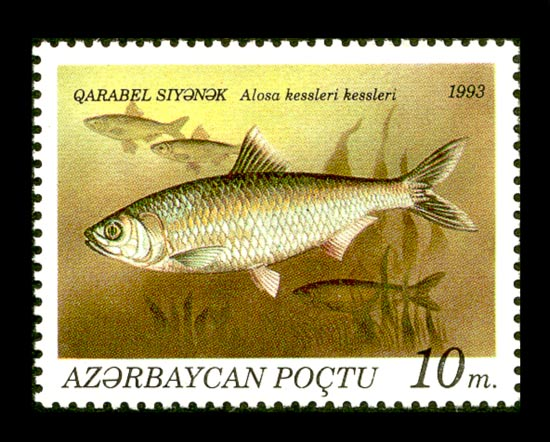
Alosa kessleri
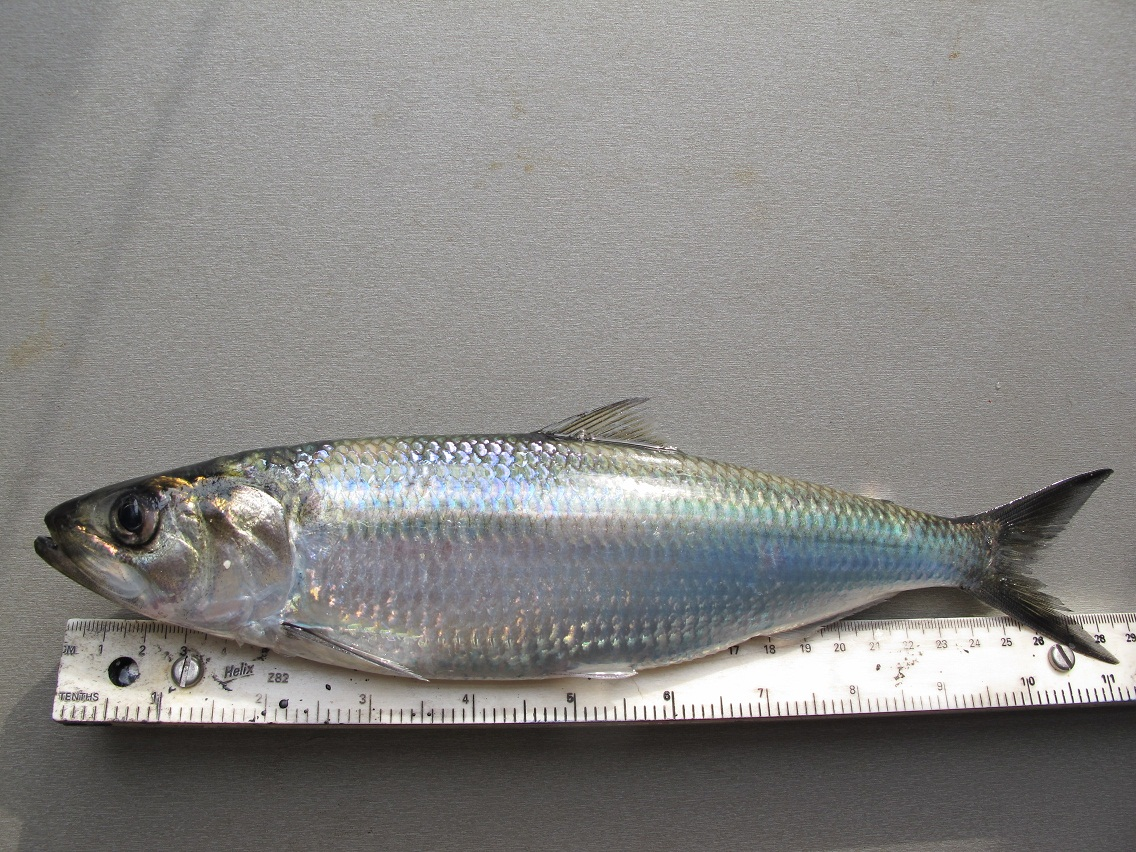
Alosa maeotica
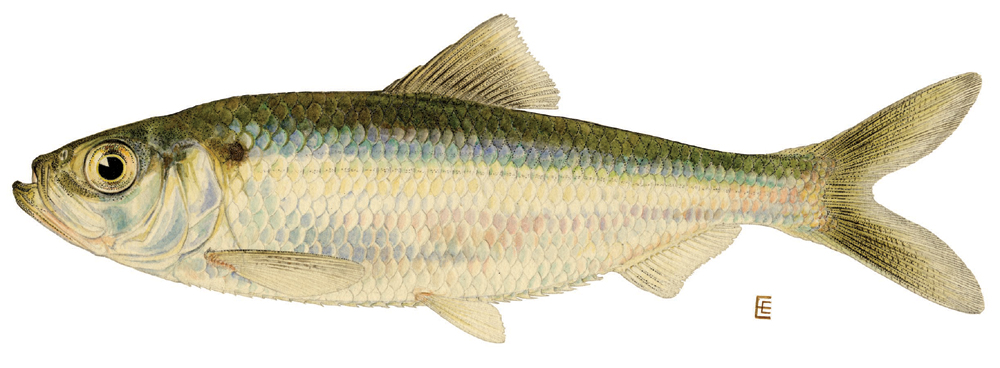
Alosa pseudoharengus
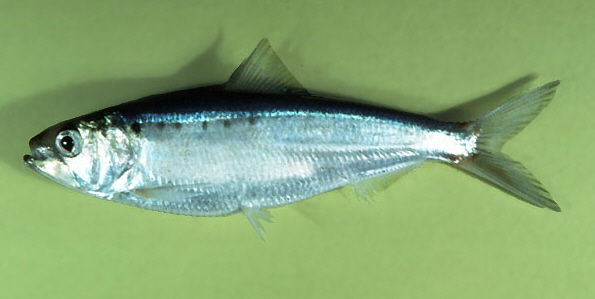
Alosa sapidissima